# Força Tática da Polícia Militar do Estado de São Paulo
A Força Tática da Polícia Militar do Estado de São Paulo é uma modalidade de policiamento tático ostensivo da Polícia Militar do Estado de São Paulo.
A Força Tática foi instituída pelo Coronel PM Carlos Alberto de Camargo, comandante geral da PMESP na época, após mudanças na política interna da Polícia Militar de São Paulo, que acabaram por decidir pela extinção do Patrulhamento Tático Móvel. A modalidade de patrulhamento foi criada no dia 31 de Março de 1998 conforme Diretriz PM3-001/02/98 de 31MAR98, ao se extinguirem as companhias administrativas dos batalhões da PMESP, que eram responsáveis por administrar os batalhões, e realizar reparos em viaturas e armamentos das demais companhias anexas ao batalhão. O investimento inicial na época foi de R$ 5,7 milhões, na compra de 183 viaturas Chevrolet Blazer.  
A Força Tática surgiu após a extinção do 𝙋𝘼𝙏𝙍𝙐𝙇𝙃𝘼𝙈𝙀𝙉𝙏𝙊 𝙏𝘼𝙏𝙄𝘾𝙊 𝙈𝙊𝙑𝙀𝙇, que foi criada no 1º BPM/M em 1972 com os moldes do patrulhamento do 1º Batalhão de Choque “ROTA”. Em 1987, houve a criação do Rádio Patrulhamento Padrão (RPP), uma época de grandes investimentos no patrulhamento ostensivo motorizado. Já em 1988, foram criados os pelotões de “Tático Móvel Regional”, subordinados ao Comando de Policiamento de Área / Interior.
Contudo, em 1996, após o PTM retornar as suas origens de organização, foi extinto por completo, tendo suas viaturas e efetivo espalhados aos batalhões. Em 1997, foi idealizado o Programa 𝙁𝙊𝙍𝘾𝘼 𝙏𝘼𝙏𝙄𝘾𝘼 de Policiamento, para reforçar o policiamento de área.
Em 2005, foi publicada diretriz que disciplina o programa de Força Tática, que atende aos moldes que conhecemos hoje.
Curiosidades!!
- Durante a época de PTM, os policiais utilizavam o braçal no braço esquerdo. Já na Força Tática, o braçal é utilizado no braço direito;
- A Força Tática já usou viaturas como modelo em sua frota Chevrolet Blazer, Chevrolet Trailblazer, Toyota Hilux SW4 e Fiat Dobló (Essa Última não obteve muito sucesso na categoria, então não se viam muitas em serviço);
- Já o Tático Móvel, utilizou viaturas Chevrolet Veraneio, com as cores preta e vermelha, cores cinza, e estilo “asa branca” – carro cinza, com as portas nas cores brancas;
- Uma equipe de Força Tática é composta, geralmente, por 1 Cabo ou Soldado como motorista, 1 Sargento ou Tenente encarregado e 1 Cabo ou Soldado auxiliar-segurança e, quando houver, 1 auxiliar-segurança na condição de estagiário.

## Patrulhamento
O patrulhamento tático ostensivo realizado pela Força Tática se baseia em uma equipe de 3 homens (Quatro durante uma operação de choque, ou caso haja um estagiário na equipe), sendo composta por um Tenente, Sub-tenente, ou Sargento como comandante da equipe, e por um cabo ou soldado designado como motorista da viatura, e por outro cabo ou soldado como auxiliar da equipe, também referido como segurança da equipe.
As equipes de Força Tática são responsáveis por realizar o patrulhamento tático ostensivo nas áreas onde o nível de criminalidade é mais elevado. Também realiza operações de CDC (Controle de Distúrbios Civis)., resgate de reféns, sequestros, execução de mandados prisão e manutenção da ordem pública.

## Viaturas empregadas no patrulhamento
Na sua criação as companhias de Força Tática utilizaram a Chevrolet Blazer e Fiat Doblô (Que não teve muito sucesso na modalidade) que foram gradativamente sendo substituída pelas Toyota Hilux e Chevrolet TrailBlazer 

## Armamento
- Pistola Taurus PT 24/7
- Fuzil ParaFal 7,62mm
- Submetralhadora Taurus SMT 40
- Fuzil Imbel IA2
- Espingarda Calibre 12